# Pal·lant (gegant)
Pal·lant (en grec antic: Παλλάς) va ser, segons la mitologia grega, un gegant de pell impenetrable. Com tots els gegants, és un fill de Gea, la terra, nascut de la sang d'Urà.
El nom de Pal·lant apareix sovint a la mitologia lligat amb confuses històries que el connecten amb diversos personatges. Generalment es diu que va morir a la Gigantomàquia, i aquest seria el Pal·lant fill de Crios i d'Euríbia, a mans de la deessa Atena. Però segons Apol·lodor, durant la Gigantomàquia Atena va espellar el gegant i amb la seva pell la deessa va confeccionar l'Ègida. Dos autors (Climent d'Alexandria i Ciceró) expliquen que Pal·lant era el pare d'Atenea i quan va intentar violar-la la deessa el va escorxar. Segons uns fragments d'Epicarm, per aquest fet la deessa va prendre l'epítet de Pal·les.